# Lego Les Indestructibles
Lego Les Indestructibles (Lego The Incredibles) est un jeu vidéo d'action-aventure développé par Traveller's Tales, édité par WB Games et sorti  le 27 juin 2018 sur Xbox One, PlayStation 4, Windows et Nintendo Switch. Le jeu est basé sur Les Indestructibles et Les Indestructibles 2,,.

## Distribution

### Voix françaises
- Emmanuel Jacomy : Robert Bob Parr / Mr. Indestructible
- Déborah Perret : Hélène Parr / Elastigirl
- Lisa Caruso : Violette
- Timothé Vom Dorp : Dashiell « Dash » Parr / Flèche
- Thierry Desroses : Lucius Best / Frozone
- Emmanuel Curtil : Buddy Pine / Indestructiboy / Syndrome
- Juliette Degenne : Mirage
- Enzo Ratsito : Russel
- Kelly Marot : Sally Sundae